# Pablo Solari
Pablo César Solari Ferreyra (Arizona, 22 de março de 2001) é um futebolista argentino que atua como ponta-direita. Atualmente joga no Spartak Moscou.

## Carreira

### Início
Nascido em Arizona, uma vila da província de San Luis, Solari começou a jogar no único clube de sua região, o Social y Deportivo Arizona, com oito anos de idade. Na época, chegou a fazer um teste no River Plate devido a sua fama goleadora em sua cidade natal. Ficou sendo avaliado por uma semana, mas seus pais não queriam deixa-lo sozinho por ser muito pequeno. Também aos doze fez um teste no Vélez Sarsfield, mas também não ficou. Após isso passou a atuar pelo Club Rumbo a Vélez de General Pico, até que em 2014 foi visto pelo captador de talentos do Talleres Sebastian Pait, que o levou para o time de Córdoba.
Após uma temporada no time B do Talleres, em 2020 foi integrado ao time principal e fez sua primeira pré-temporada no clube, tendo sido relacionado em dois jogos da Copa Maradona, contra o Newell's Old Boys e Lanús, mas não chegou a entrar.

### Colo-Colo

#### 2020
Apesar de ser considerado uma das maiores promessas da Argentina naquele momento, Solari não atuou em nenhuma partida oficial pelo Talleres e foi anunciado seu empréstimo em 20 de novembro de 2020 ao Colo-Colo, permanecendo até 31 de janeiro de 2021 com opção de extensão até dezembro do mesmo ano. Fez sua estreia em 5 de dezembro do mesmo ano, no empate de 1–1 com o Huachipato em jogo do Campeonato Chileno.  Pablo entrou no segundo tempo e atuou cerca de 30 minutos, tendo uma boa participação.

#### 2021
Apesar de seus gols e boas atuações, o Cacique estava ameaçado de rebaixamento caso não vencesse o último jogo do Campeonato nacional no primeiro semestre. Solari fez o único gol do Colo-Colo na vitória de 1–0 sobre o Universidad Concepcion, garantindo a permanência do clube na primeira divisão no primeiro semestre.
Solari também foi importante na conquista da Copa Chile de 2021, como em 1 de setembro na vitória de 3–2 sobre a Unión Española no jogo de volta da semifinal da Copa Chile onde fez dois gols e ajudou o clube a se classificar para a final. E na final em 4 de setembro, fez um dos gols da vitória de 4–0 sobre o Everton e ajudou o Colo-Colo a ser campeão, tendo sido eleito o melhor jogador do torneio.
Em 25 de outubro, fez seu primeiro no Estádio Monumental na vitória de 2–1 sobre a Universidad de Chile. Em dezembro, o Colo-Colo comprou os 80% do passe de Solari  que estavam vigentes no contrato, tendo assinado contrato até 2025. Ao todo, Solari fez 71 jogos e marcou 16 gols pelo Cacique.

### River Plate

#### 2022
Em 18 de julho, foi anunciado como o novo reforço do River Plate assinando contrato até dezembro de 2026 e com uma cláusula de 26 milhões de euros, tendo sido contratado para assumir o lugar de Julian Álvarez que transferiu-se para o Manchester City, escolhendo usar a camisa 16. Os Millionarios pagaram 5 milhões de euros por 60% do passe de Solari, tendo o Colo-Colo e o Talleres ficado com 20% cada um. Fez sua estreia pelos Millionarios em 21 de julho na vitória por 1–0 sobre o Gimnasia y Esgrima, pela 9ª rodada do Campeonato Argentino.
Solari começou bem sua estadia no clube argentino, tendo o melhor começo em gols na passagem de Marcelo Gallardo no River, com sete gols em oito jogos. Em 13 de agosto,  fez seus dois primeiros gols na vitória por 4–1 sobre o Newell's Old Boys na 13ª rodada do Campeonato Argentino, tendo feito mais um na vitória de 3–0 sobre o Central Córdoba duas rodadas depois e dez dias depois, fez seu primeiro hat-trick da carreira na vitória por 4–0 sobre o Defensa y Justicia pelas oitavas de final da Copa Argentina, tornando-se o segundo atleta a conseguir tal feito depois de Lucas Alario.

### Spartak Moscou
No dia 11 de fevereiro de 2025, o Spartak Moscou, da Rússia, anunciou a contratação de Pablo Solari. O atacante argentino assinou um contrato válido até 2029. O clube russo garantiu 100% do seu passe junto ao River Plate por um valor de €12 milhões.

## Seleção Argentina

### Sub-18
Solari foi um dos convocados pelo técnico Esteban Solari em 2019 para representar a Argentina Sub-18 no torneio de L’Alcudia, tendo feito um gol no campeonato na vitória por 4–1 sobre a Mauritânia em 31 de julho, na estreia.

### Sub-23
Em janeiro de 2024, Solari foi um dos convocados pelo técnico Javier Mascherano para o Torneio Pré-Olímpico. Em 8 de fevereiro, Solari fez um dos gols do empate de 3–3 com o Paraguai na segunda rodada do quadrangular final.

## Títulos

### Colo-Colo
- Copa do Chile: 2021
- Supercopa do Chile: 2022
- Campeonato Chileno: 2022

### River Plate
- Campeonato Argentino: 2023
- Trofeo de Campeones: 2023
- Supercopa Argentina: 2023

### Prêmios individuais
- Melhor jogador da Copa Chile de 2021